# ثلمة فوق عظم الكتف
الثلمة فوق عظم الكتف (بالإنجليزية: Suprascapular notch)‏ أو (بالإنجليزية: scapular notch)‏ هي بَعْجَة في الحافة العلوية للوح الكتف ، على الناحية الإنسية المباشرة للناتئ الغرابي.

## صور اضافية

لوح الكتف الأيسر. الثلمة فوق عظم الكتف موضحة باللون الأحمر.
الثلمة فوق عظم الكتف موضحة باللون الأحمر.
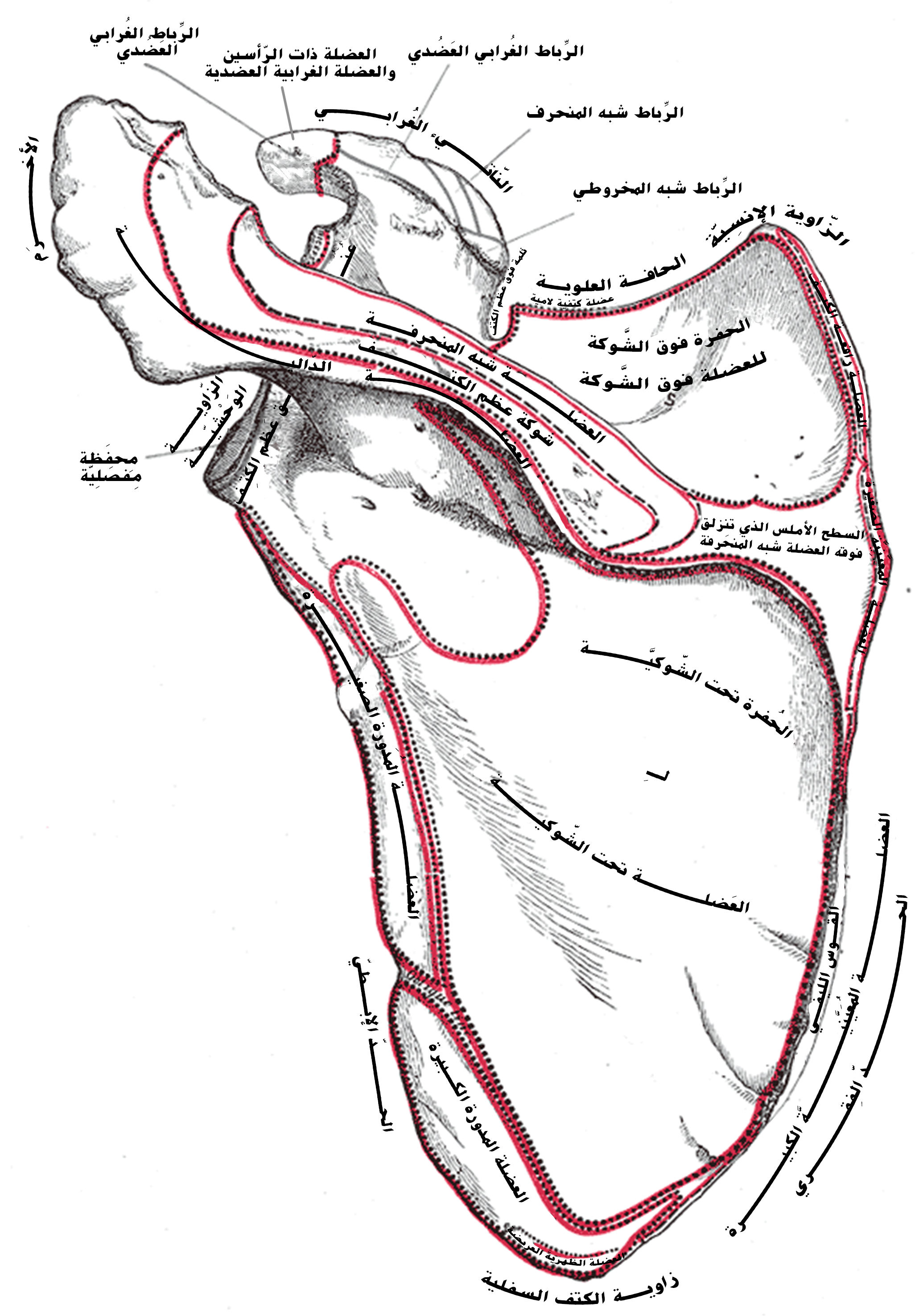
لوح الكتف الأيسر. السطح الظهري. الثلمة فوق عظم الكتف موضحة في أعلى وسط الصورة.
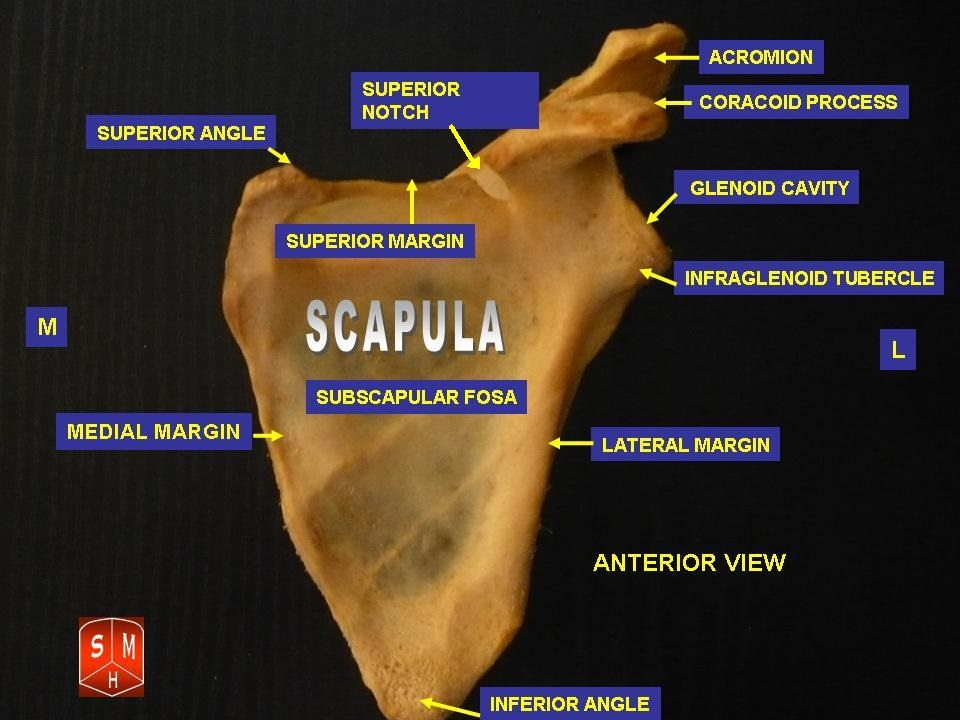
عرض أمامي. السطح الضلعي للكتف. الثلمة فوق عظم الكتف موضحة في أعلى وسط الصورة.